# Kirche Merligen
Die Kirche Merligen ist eine Kirche in der Ortschaft Merligen des Kantons Bern in der Schweiz. Sie gehört zu der reformierten Kirchgemeinde Sigriswil.

## Geschichte
In den 1930er-Jahren wurde ein Initiativkomitee gegründet, welche eine eigene Kirche für die der Kirchgemeinde Sigriswil angehörige Ortschaft Merligen forderte. Ein Besuch der Kirche Sigriswil bedeutete für die Einwohner von Merligen einen rund einstündigen Fußmarsch. Am 25. Oktober 1936 stimmte die Kirchgemeinde Sigriswil dem Bau einer neuen Kirche zu. Um den Kirchenbau zu finanzieren, wurden Konzerte und Bazars organisiert. Verantwortlich für das Projekt zeichnete der Thuner Architekt Jacques Wipf. Bei dem verwendeten Baumaterial handelt es sich um Steine aus dem Steinbruch Balmholz und gemeindeeigenes Fichtenholz. Die zwei Chorfenster und Fresken an der Chorwand wurden vom einheimischen Maler Marcus Jacobi geschaffen. Die Chorfenster stifteten Valérie von Martens und Curt Goetz. Personen aus der Familie des Künstlers und aus dem Dorf standen Modell für Fenster und Fresken. Am 25. Juni 1937 erfolgte der Glockenaufzug, am 26. September 1937 die Einweihung der Kirche.
Nach Beginn des Zweiten Weltkriegs wurde im Untergeschoss der Kirche ein Notspital eingerichtet. 1948 wurde die Kirche mit einer Friedhofsanlage ergänzt. 1960 erhielt sie eine zweimanualige Orgel, welche das zuvor vorhandene Harmonium ersetzte. Die von einem Einwohner gestifteten Seitenfenster der Kirche wurden von Fred Stauffer entworfen und 1968 eingebaut.